# Master of Magic
Master of Magic – strategiczna gra turowa fantasy stworzona przez Simtex dla firmy MicroProse w 1994 roku. Obecnie posiada status abandonware. Gra pod wieloma względami przypomina słynną Civilization Sida Meiera, rozgrywa się jednak w fikcyjnej rzeczywistości. W przeciwieństwie do Civilization umożliwia rozgrywanie bitew z udziałem wielu jednostek, dając graczowi możliwość wpływania na ich przebieg również czarami.

## Rozgrywka
Gracz rozpoczyna rozgrywkę jako początkujący czarodziej, władający niewielką osadą i kilkoma oddziałami. Jego zadaniem jest powiększanie swojego imperium przez podboje i budowę miast, odkrywanie nowych czarów, zwiększanie swojej mocy magicznej, prowadzenie wojen oraz szkolenie bohaterów którzy będą prowadzić jego armie. Aby zwyciężyć, gracz musi albo pokonać wszystkich innych czarodziejów, albo wynaleźć i rzucić czar pozbawiający ich wszystkich magicznych mocy (Spell of Mastery).
Świat w którym toczy się rozgrywka, Arcanus, zasiedlony jest przez wiele magicznych ras i stworzeń. Znajdują się na nim liczne źródła magii i niezbadane miejsca zawierające pomocne w rozgrywce skarby. Równolegle to tego świata istnieje również drugi, Myrror, zasiedlony przez inne rasy i zawierający surowce nie spotykane na Arcanusie. Podróżowanie między światami jest możliwe za pomocą magicznych bram i odpowiednich czarów. Niektóre stworzenia posiadają również umiejętność samodzielnego przenoszenia się pomiędzy tymi światami.

### Magia
Magia jest w kluczową częścią rozgrywki, w pewnych aspektach odpowiadając technologiom w Civilization. Umożliwia przyspieszanie rozwoju miast, przekształcanie terenów, przywoływanie magicznych istot do walki z wrogami oraz bezpośrednie niszczenie wrogów w czasie walki. W grze występuje podstawowy typ magii oraz pięć specjalistycznych. Rozpoczynając grę można wybrać których z nich będzie się używać, uwzględniając że tylko specjalizowanie się w jednym typie daje możliwość opracowania najbardziej potężnych czarów.
Magia życia daje dostęp do czarów leczniczych i wzmacniających. Czary tego typu dają możliwość zwiększania szczęścia i bogactwa obywateli, wskrzeszania poległych żołnierzy i przywoływania aniołów do walki po stronie czarodzieja.
Magia śmierci daje możliwość zabijania wrogów, sprowadzania zarazy i głodu na miasta przeciwnika, tworzenia nieumarłych i przywoływania do walki demonów.
Magia chaosu zawiera głównie czary niszczące, zarówno pojedyncze oddziały jak i całe miasta. Najpotężniejsze czary tego typu umożliwiają przywoływanie smoków, a nawet stopniową destrukcję całego świata przez powstające wszędzie wulkany.
Magia natury jest związana z czarami przekształcającymi ziemię i przyspieszającymi rozwój. Umożliwia czarodziejowi sprowadzanie na wrogów gniewu natury w postaci gradobić i trzęsień ziemi, a także przywoływanie licznych stworzeń pod swoją komendę.
Magia umysłu pozwala na przywoływanie fantomowych armii do walki z wrogami, rzucania uroków na wrogie jednostki i czynienia własnych oddziałów niewidzialnymi. Dodatkowo zawiera czary kontrolujące używanie czarów przez innych czarodziejów, a nawet uniemożliwiające innym czarodziejom wykonywania ruchów.